# Valaris
Valaris plc est une entreprise britannique spécialisée dans l'extraction pétrolière en milieu offshore. 

## Histoire
En 1975, après la crise pétrolière de 1973 , John R. Blocker a acheté Choya Energy, une société de forage sous contrat de six plates-formes basée à Alice, au Texas, et a renommé la société Blocker Energy. En 1980, la société est devenue une entreprise publique via une offre publique initiale. En 1981 et au début de 1982, l'entreprise a emprunté massivement pour étendre sa flotte à 54 plates-formes. Cependant, à la fin de 1982, le prix du pétrole a plongé et, pour éviter la faillite, Blocker Energy s'est restructurée, donnant 64% de la société à ses banques en échange d'une remise de dette de 240 millions de dollars.
En 1983, l'entreprise n'exploitait que 6 plates-formes, bien que ce nombre soit passé à 24 en 1984. En 1985, le nombre d'employés de l'entreprise dans le monde était tombé à 500. BEC Ventures de Richard Rainwater a investi dans l'entreprise en 1986 et a choisi Carl F. Thorne pour diriger l'entreprise, ce qu'il a fait jusqu'à sa retraite 20 ans plus tard. En 1987, la société a changé son nom en Energy Service Company (Ensco).
En 1990, dans une transaction orchestrée par Rainwater, qui détenait 21% de la société, la société a acquis Penrod, auparavant contrôlée par Ray Lee Hunt , qui a ajouté 19 plates-formes à sa flotte. En 2010, Ensco déménage son siège social pour le délocaliser à Londres. En 2011, Ensco annonce l'acquisiont de Pride International pour 7,3 milliards d'euros, créant un ensemble leader sur son segment.
En mai 2017, Ensco annonce l'acquisition d'Atwood Oceanics pour 839 millions d'euros. En octobre 2018, Ensco annonce l'acquisition de Rowan pour 2,38 milliards de dollars. En 2019, la société a fusionné avec Rowan et a changé son nom en Valaris plc,.
En août 2020, la société a déposé son bilan et était en instance de réorganisation.